# エンドレス・ラブ〜17歳の止められない純愛
『エンドレス・ラブ〜17歳の止められない純愛』（エンドレスラブ じゅうななさいのとめられないじゅんあい、Endless Love）は、2014年の恋愛ドラマ映画。スコット・スペンサーの小説の映画化であり、1981年のアメリカ映画『エンドレス・ラブ』のリメイク。
日本では劇場公開されずビデオスルーされた。

## ストーリー
裕福な家庭に生まれ育った少女ジェイドは、兄の死をきっかけに医者を志し、医学部に進学するためだけに高校生活を送っていた。そんな彼女に密かに心惹かれる同級生のデビッドは、貧しい家庭で育ち、悪友たちと遊びに明け暮れるといった正反対の人生を歩んでいた。
高校の卒業式の後、二人はレストランで偶然知り合い、そして互いに恋に落ちる。一緒に過ごしていくうちに、デビッドに影響され、開放的になっていったジェイドは、いつしか厳格な父のヒューに対しても反抗的な態度を取るようになっていた。そんな二人の関係が気に入らないヒューは、デビッドに娘に二度と近付かないよう警告するが、愛し合う二人の仲を裂くことはできなかった。
業を煮やしたヒューは、ついにデビッドの秘密にしていた過去を暴き、無理やりジェイドと引き離してしまう。

## キャスト
※括弧内は日本語吹替
- デビッド・エリオット - アレックス・ペティファー（川島得愛）
- ジェイド・バターフィールド - ガブリエラ・ワイルド（清水理沙）
- ヒュー・バターフィールド - ブルース・グリーンウッド（堀内賢雄）
- アン・バターフィールド - ジョエリー・リチャードソン（山像かおり）
- ハリー・エリオット - ロバート・パトリック（ふくまつ進紗）
- キース・バターフィールド - リース・ウェイクフィールド（浪川大輔）